# Con le peggiori intenzioni
Con le peggiori intenzioni è il romanzo di esordio di Alessandro Piperno. Con questo romanzo ha vinto il Premio Campiello come opera prima e il Premio Viareggio, sezione Opera prima.

## Trama
Il romanzo narra delle gesta dei membri della famiglia alto borghese romana dei Sonnino attraverso tre generazioni, dal nonno Bepy Sonnino, passando per Luca sino a Daniel, l'io narrante.
I Sonnino non sono certamente una famiglia modello, il loro stile di vita è al suo interno del tutto corrotto dai vizi e da un certo malessere tipico della società moderna. Sullo sfondo la rievocazione storica, dagli anni del felice dopoguerra sino ai nostri giorni, alle inquietudini dell'11 settembre e quindi del terrorismo.

## Edizioni
- Alessandro Piperno, Con le peggiori intenzioni, Arnoldo Mondadori Editore, 2005.
- Id. Con le peggiori intenzioni, RCS Quotidiani, Milano 2006
- (EN)  Id. The worst intentions, translated from the italian by Ann Goldstein, Europa editions, New York 2007
- (RO)  Id. Cu cele mai rele intenṭii, traducere din italiană de Dragoṣ Cojocaru, Humanitas Fiction, Bucureṣti 2008
- Id. Con le peggiori intenzioni, Oscar Mondadori, Milano 2009
- Id. Con le peggiori intenzioni, La Biblioteca di Repubblica-L'Espresso , Roma 2017